# Beginenhof Aarschot

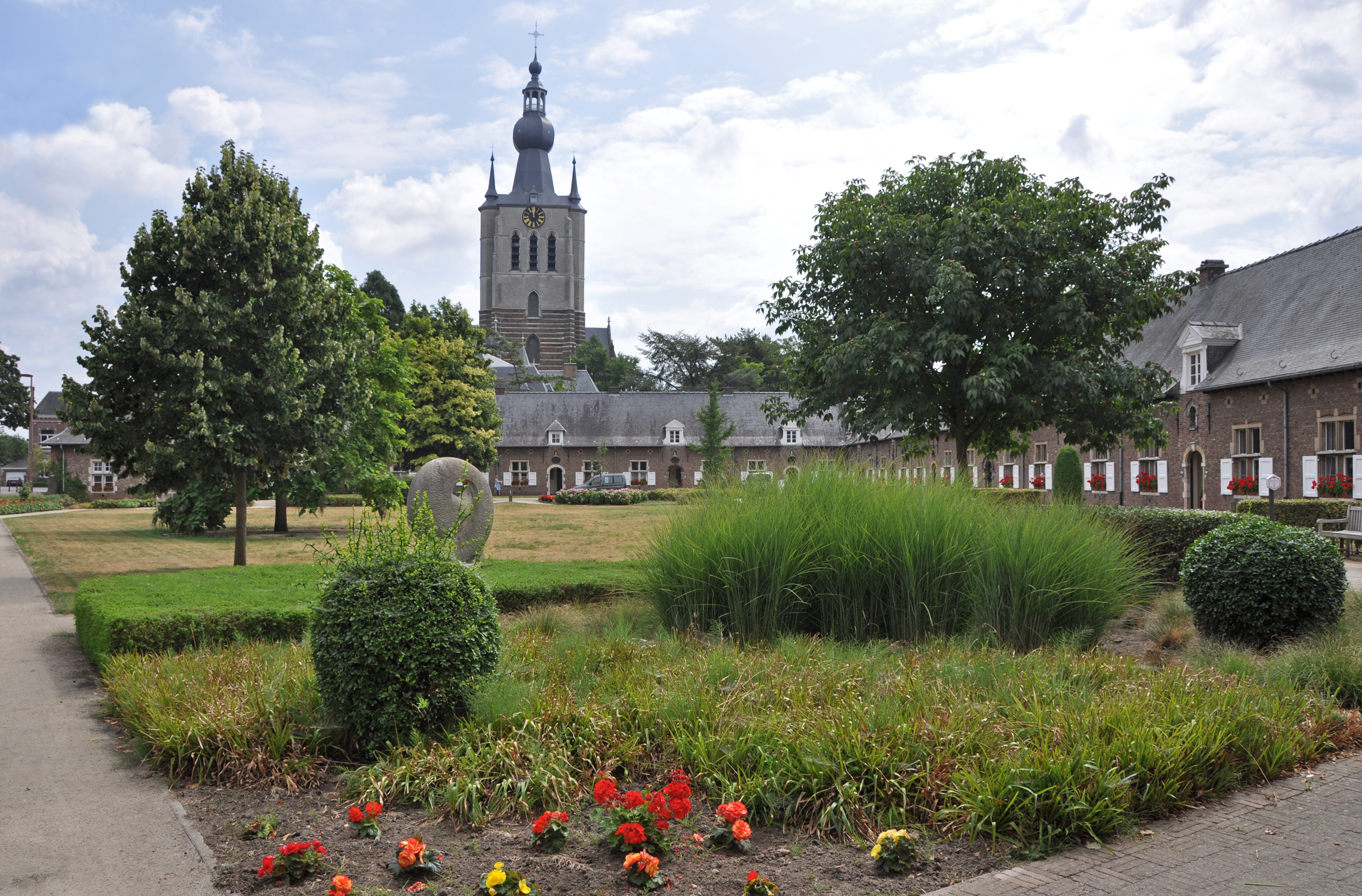
Beginenhof Aarschot, im Hintergrund die Liebfrauenkirche

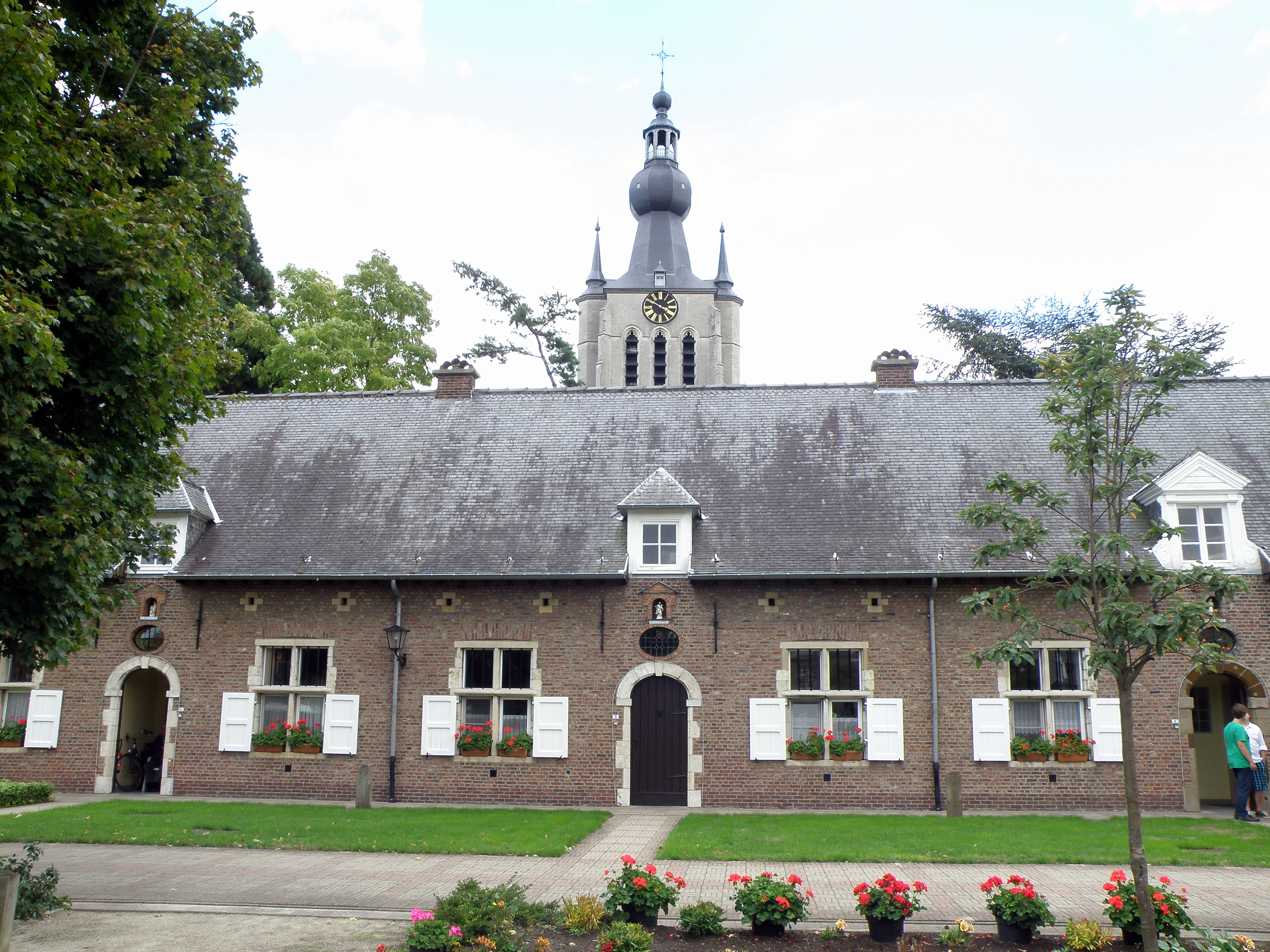
Beginenhofhaus ursprünglich aus dem 17. Jahrhundert, wiederaufgebaut

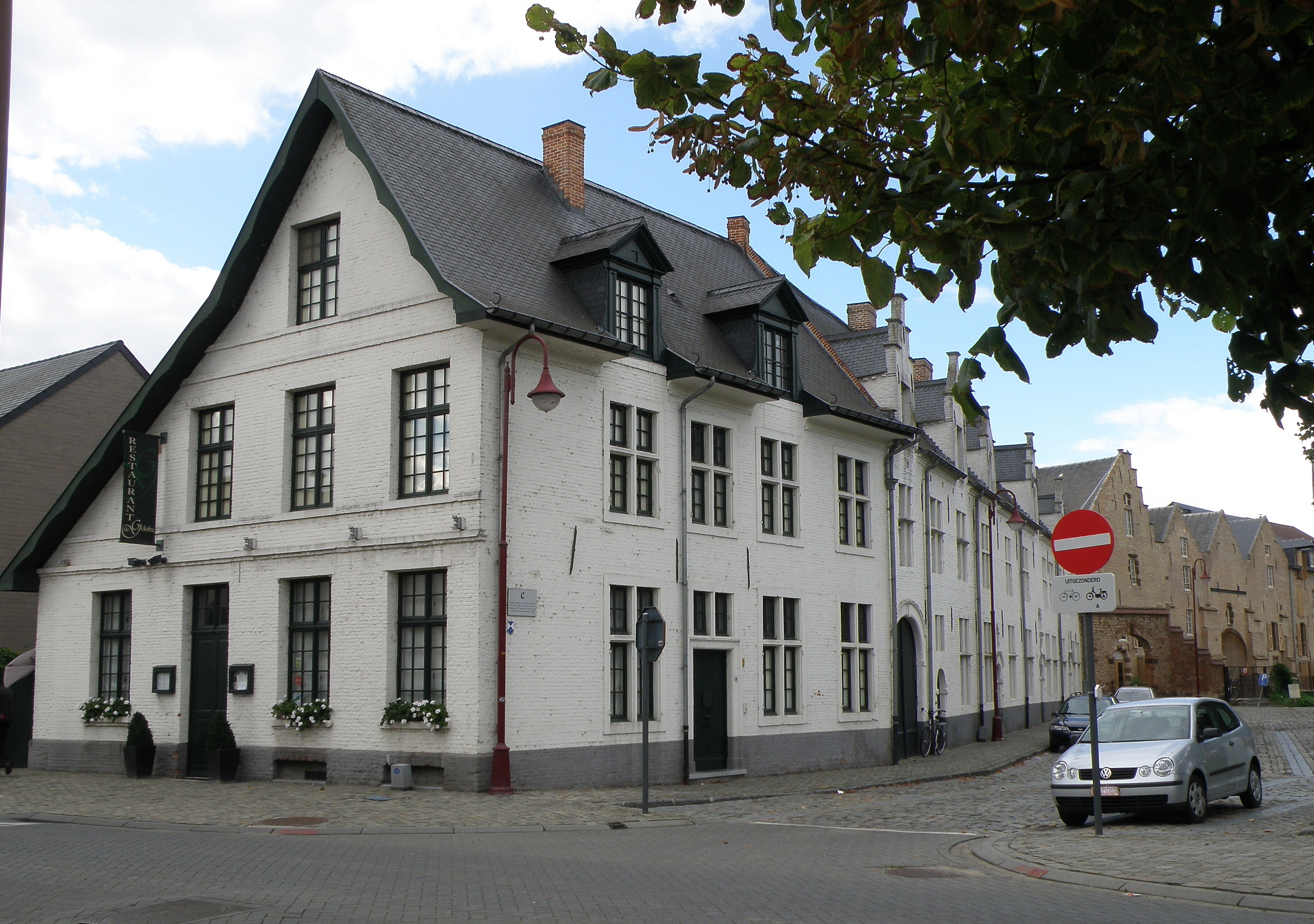
Häuser aus dem 17. Jahrhundert an der Westseite des Beginenhofs

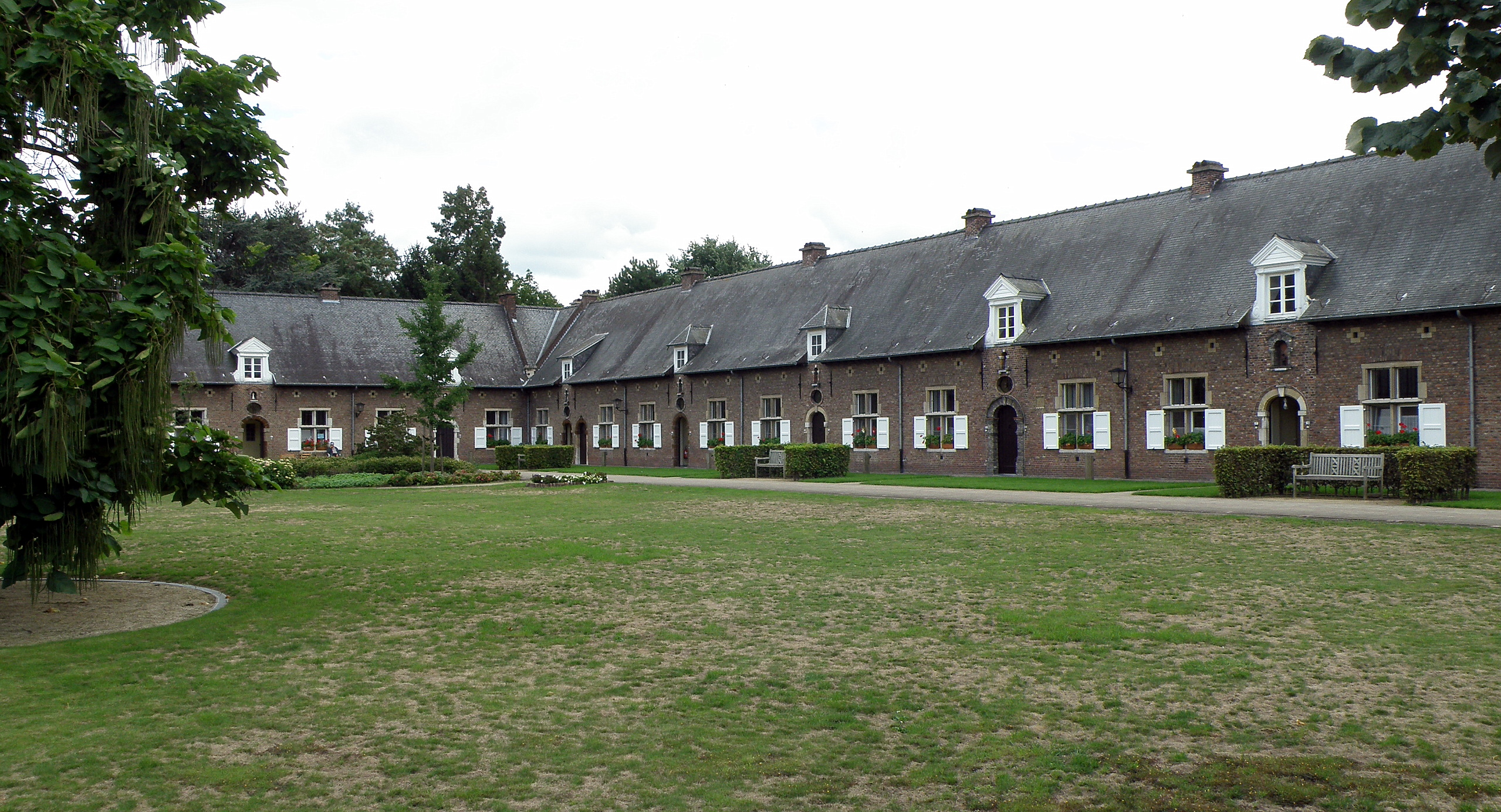
Beginenhofhäuser

Der Beginenhof Aarschot ist ein fragmentarisch erhaltener Beginenhof in der Stadt Aarschot in der belgischen Provinz Flämisch-Brabant und steht unter Denkmalschutz.

## Geschichte
Der Beginenhof von Aarschot entstand um 1259, als Heinrich III. von Brabant und Aleydis von Burgund ihre Scheune und deren Umgebung für die Gründung eines neuen Beginenhofs stifteten, der sich um einen Platz in der Nähe der Liebfrauenkirche ausdehnte.
Im Jahr 1543 wurde der Beginenhof durch einen schweren Brand fast vollständig zerstört und 1635 wieder aufgebaut. Die Stiftung wurde während der Französischen Revolution (1797) aufgelöst. Der Hof wurde während des Zweiten Weltkriegs weitgehend zerstört. Nur der Abschnitt der Sieben Wehen (Beginenhof Nr. 15–19) ist relativ gut erhalten geblieben; seine zweigeschossigen Langhäuser mit Satteldächern und Dachgauben aus dem 17. Jahrhundert gehören zum traditionellen Ziegel- und Sandsteinstil (mit Verwendung von Eisensandstein); die typischen Kreuzfenster und mehr oder weniger aufwendigen Formen von Rundbogentüren mit ovalen oder rechteckigen Oberlichtern vermitteln noch einen guten Eindruck vom allgemeinen Baustil.
Der frühere Grundriss und der geschlossene Charakter des Hofes sind jedoch vollständig verloren gegangen, unter anderem durch die Verlängerung der Stationsstraat, die den Hof in zwei Teile teilt. Der südliche Teil, der unter Einbeziehung des alten Materials wiederaufgebaut wurde, darunter ein Giebelstein mit der Inschrift „A° 1636 14e mey“ im Haus Nummer 20, wird heute als Altersheim genutzt.
Wie in vielen anderen Orten des Landes lebten die ersten Beginen von Aarschot verstreut in der Stadt. Sie bildeten kleine Gemeinschaften und ernährten sich von Handarbeit. Im 13. Jahrhundert ließen sich diese Gemeinschaften an einem Ort außerhalb der ersten Stadtmauer in der Nähe eines Wasserlaufs nieder. Um 1250 schenkte Heinrich III., Herzog von Brabant, sein Haus und seine Scheune in Aarschot den Beginen. Diese Gebäude befanden sich außerhalb der ersten Stadtmauer von Aarschot inmitten fruchtbarer Weiden in der Nähe des Flusses Demer. Die Größe des geschenkten Besitzes ist nicht bekannt, aber 1253 besaßen die Beginen etwa 1 ha Land, das sie unter anderem von Ritter Hugo von Helene erworben hatten. Ein Teil dieses Grundstücks lag innerhalb der Grenzen des Beginenhofs. Unmittelbar nach der Gründung begannen sie mit dem Bau einer Kirche in der Mitte des Hofes und bauten um sie herum Beginenhöfe. Außerdem wurde eine Krankenstation gebaut, die als Wohnstätte für arme und kranke Beginen diente.
Daher gibt es nur wenige Daten über das Bild des Beginenhofs vor 1578, als die Stadt fast vollständig zerstört wurde. Die Karte von Deventer aus der Zeit um 1565 zeigt den Beginenhof als unregelmäßiges Fünfeck, das im Norden vom Fluss Demer und auf den anderen Seiten von Kanälen begrenzt wird. Die Gebäude nahmen nicht die gesamte Fläche des Fünfecks ein; an der Südostseite war ein Teil des Geländes wahrscheinlich für Gärten reserviert. Die Kirche befindet sich im Zentrum des Wohngebiets. Archivdokumente erwähnen sechzehn bewohnte, zwei unbewohnte und drei Heilig-Geist-Häuser sowie eine Krankenstation für insgesamt 28 Personen im Beginenhof. Es ist zu beachten, dass einige Häuser von zwei oder mehr Schwestern bewohnt wurden. In der Volkszählung wird auch ein im Bau befindliches Haus erwähnt.
Um 1600 begann der Wiederaufbau der meisten Häuser und Gebäude. Auf der „Caerte figurative van 't Begijn-hof inde stadt Aerschot“ von 1973 ist die äußere Begrenzung des Hofes kaum verändert: ein unregelmäßiges Fünfeck mit Gräben und einem Sporn im Süden. Der Wiederaufbau war nur teilweise fortgeschritten. Die Gebäude erstreckten sich von der Nordostseite über die Nordseite bis zu einem kleinen Teil der Westseite, darunter eine Krankenstation, das Torhaus an der Ostseite und ein angrenzendes Konventhaus. Der restliche Teil des Geländes wurde vom Garten, dem Rübengarten und dem Obstgarten eingenommen. Zu diesem Zeitpunkt waren sowohl der eigentliche Beginenhofplatz als auch der Platz der Krankenstation auf der Südseite noch offen. Dies änderte sich im Jahr 1692. Die Grenze zwischen dem Grundstück der Proostdij und dem Beginenhof war unregelmäßig, und um vier neue Häuser auf der Südseite des Platzes zu bauen, musste das Land neu zugeteilt werden. Der Beginenhof trat einen Teil seines Obstgartens ab, um die an den Hof angrenzende Fläche in die Verlängerung des vom Torhaus ausgehenden Grabens einzubeziehen. Durch diese Transaktion erhielt der äußere Gürtel seine endgültigen Grenzen, wie auf der Wendrix-Karte von 1716 („Den singel van het Begijnhof binnen de stadt Aerschot“), dem figurativen Plan der Stadt (wahrscheinlich Ende des 18. Jahrhunderts) und dem Atlas der Wege der Stad Aarschot von 1845 zu sehen ist. Im Jahr 1717 war der Kreis um den eigentlichen Beginenhofplatz fast geschlossen; es gab nur noch eine Öffnung auf der Westseite zu schließen. In den Jahren 1762–1763 wurde der Platz durch den Bau einer Häuserreihe abgeschlossen, die von den bestehenden Häusern an der Westseite ausging und an der Ecke der Häuser an der Südseite endete.
Ende des 18. Jahrhunderts sah der Beginenhof wie ein unregelmäßiges Fünfeck aus, das auf allen Seiten von Gebäuden umgeben war, mit der Kirche in der Mitte, die sich gegenüber dem Eingangstor befand; das Konventsgebäude befand sich auf der Südseite der Kirche und es gab einen geschlossenen Bereich für „den Blijck“ (Lichtung) auf der Nordwestseite, wo es auch einen überdachten Brunnen und ein Kruzifix gab. An der Westseite des eigentlichen Beginenhofplatzes, der sich an diesen anschließt und durch ein Torhaus zugänglich ist, wurden alle Arten von Dienstgebäuden errichtet: Krankenstation, Brauerei, Ställe, die sich ebenfalls um einen kleinen geschlossenen Platz gruppieren. Der Gesamtplan unterscheidet also deutlich zwischen den Funktionen der Stiftungen: ein geschlossener Hof, der ausschließlich für die Unterbringung der Beginen bestimmt war, und ein separater Gebäudekomplex, der für Herbergen vorgesehen war, in denen sich gemeinschaftsfremde Personen niederlassen konnten. Der übrige Besitz des Beginenhofs bestand aus Gärten und Obstplantagen. Der Beginenhof Aarschot konnte ursprünglich als viereckiger Beginenhof eingestuft werden. Sein typisches Erscheinungsbild ging jedoch völlig verloren, als der Platz um 1860 mit dem Bau der Stationsstraat durchbrochen wurde, dem auch die Beginenhofkirche zum Opfer fiel.

## Beschreibung
Der auf der Nordseite des Platzes gelegene Block (heute Einfamilienhäuser) bestand (nach zwei Fotos) aus einstöckigen Häusern mit Satteldach und Gauben. Das Haupthaus am ehemaligen Eingangstor wurde erhöht, jedoch ohne Fensteröffnungen in der Fassade des Obergeschosses. Die Seitenfassade und die hintere Fassade wurden an den Ecken durch zwei schwere „Freiten“ (Strebepfeiler/Ziegelmauern) gestützt. Der bis 1944 erhaltene Gebäudekomplex auf der Nordwestseite (heute Wohnungen) bestand aus zweigeschossigen Häusern unter einem steil aufragenden Satteldach. Die Dachfenster waren aus Holz mit einem dreieckigen Giebel und ihre Seitenpfosten endeten unten in einer Volute. Das stark überhängende Dach wurde von Gesimsblöcken mit einem verputzten Abschnitt und einem etwas niedrigeren abgerundeten Gesims getragen. Der Sockel der Fassaden wurde aus Eisensandstein gefertigt. Alle Fenster waren ursprünglich Kreuzfenster mit einem einfachen Rahmen aus weißem Gobertange-Sandstein und Reliefbögen aus Backstein. Alle Türen hatten einfache weiße Steinrahmen ohne Sockel und waren mit einem Rundbogen mit leicht vorspringenden Sockeln versehen.
Die Häuser zwischen dem Tor zu den Wassermühlen (’s Hertogenmolens) und der ehemaligen Scheune haben zwei Stockwerke unter einem Satteldach. Die vorderen Giebel werden durch vier verbleibende Risalite in Form von Oberlichtern unterbrochen. Das Dach steht leicht über die Fassade hervor und wird von einem auskragenden Ziegelfries getragen. Bei den Fensteröffnungen handelt es sich um Kreuzfenster mit zwei Schutzgittern in den Oberlichtern der Fenster im Erdgeschoss. Das erste und das dritte Tor in der Reihe (vom Tor zu den Wassermühlen aus gerechnet) bilden einen einfachen Rundbogen mit leicht profilierter Verdachung und vorstehendem Schlussstein und Pfosten. Über diesen Türen befinden sich ähnlich geformte Fassadennischen mit einer Heiligenstatue. Das zweite Portal ist ähnlich gestaltet, mit dem einzigen Unterschied, dass sich zwischen dem Portal und der Fassadennische ein vertieftes ovales Oberlicht mit leicht profiliertem Rahmen befindet, das mit einer Traufe abgedeckt ist. Das vierte Tor hat ebenfalls eine Rundbogenform mit vorstehendem Schlussstein und Stützen, aber keine profilierte Traufe, und auch hier gibt es einen Rundrahmen und keine Nische oder ein ovales Oberlicht darüber. Der Durchgang zur ehemaligen Krankenstation ist dann mit einem niedergedrückten Rippenbogen mit flachem Rahmen und leicht vorstehendem Schlussstein und Stützen unter einer profilierten Traufe versehen. Die ehemalige Scheune, unterbrochen von der Stationsstraat (heute Begijnhof, Verlängerung der Amerstraat), bildet das Eckhaus dieser Häuserreihe. Zwei Geschosse unter einem stark überhängenden Dach mit zwei hölzernen Oberlichtern mit dreieckigem Giebel und unten in einer Volute endenden Seiten und einem konkaven verputzten Rahmen als Übergang zur Fassade. Vier Joche mit einem Kreuzfenster und einem rechteckigen Portal mit konvexem Rahmen im oberen Teil der Fassade. Der jetzige Seitengiebel hat rechteckige Tür- und Fensteröffnungen, die mit Holzkreuzfenstern ausgefüllt sind.
Die Häuser an der Ost- und Südseite des Platzes wurden nach demselben Schema gebaut wie die Häuser an der Nordseite. Sie sind eingeschossig und haben ein Satteldach, das von Dachfenstern des gleichen Typs wie die der ehemaligen Scheune durchbrochen wird. Während des Wiederaufbaus wurde ein Gedenkstein mit der Inschrift „Anno 1636 - 14 mey“ in die Fassade der Häuserreihe auf der Südseite eingemeißelt. Dieser Stein könnte von einem der Häuser an der Nordseite des Platzes oder von einem Klostergebäude stammen.
Über das Aussehen des Torhauses an der Ostseite ist nichts bekannt. Im 19. Jahrhundert begann die Auflösung des Beginenhofs. Laut Bastendorffs Katasterkarte (um 1822) war das Torhaus bereits verschwunden. Um 1863 wurden die Kirche und ein Teil der Scheune für den Bau der damaligen Stationsstraat abgerissen. Im Jahr 1881 wurde das Konventhaus, das seit 1798 als Friedensgericht diente, abgerissen, um einem Altersheim Platz zu machen. Zu Beginn des 20. Jahrhunderts verschwand die Häuserreihe an der Nordostseite, und bei den alliierten Bombenangriffen im Jahr 1944 ging die nördliche Häuserreihe mit der Rückseite zum Demer hin verloren. Andere Teile, die noch vorhanden waren, wurden schwer beschädigt, einige wurden abgerissen und später wieder aufgebaut. Die einzigen verbliebenen „ursprünglichen“ Gebäude sind ein Teil der ehemaligen Scheune und die vier angrenzenden Häuser sowie das Tor zu den Wassermühlen.